# Фердинанд Вітачек
Фердинанд Вячеславович Вітачек (1853 — 1929) — київський підприємець, чех за походженням. Інженер «Київського машинобудівного і котельного заводу Гретера і Криванека». 

## Життєпис
Закінчив Празький політехнічний інститут. У 1888 році засновник Київського чавуноливарного і механічного заводу Яків Гретер запросив Йосипа Криванека на посаду директора. Разом з ним до Києва як інженер-фахівець з парових котлів приїхав і Фердинанд Вітачек. У 1890 року за його безпосередньої участі розпочалася масштабна реконструкція підприємства. Основними цехами стали чавуноливарний, котельний, токарський, ковальський і рафінадних форм. Завод Гретера і Криванека зайняв майже монопольне становище в області постачання устаткування для цукрових заводів.
Разом із ще одним інженером заводу Віктором Кашпаром та своїм сином Фердинандом Вітачеком-молодшим відкрив, на Шулявці, власний бізнес — фабрику спортивного приладдя та одягу.
Станом на 1900 рік за даними Київського губернського статистичного комітету, був уже директором «Київського машинобудівного і котельного заводу Гретера і Криванека».